# Raamprostitutie

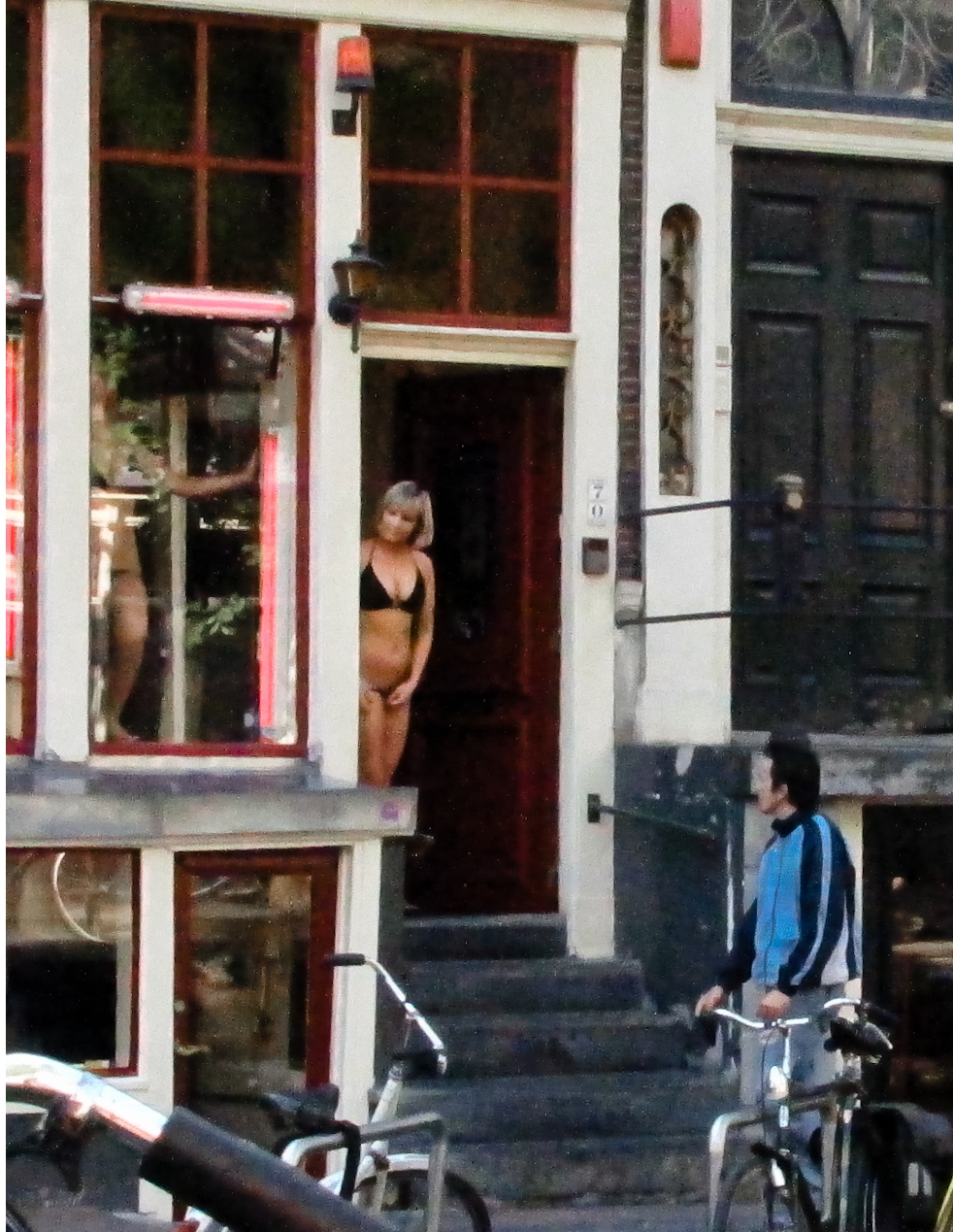
Raamprostituees in Amsterdam achter het raam en deuropening met een voorbijganger

Raamprostitutie is een vorm van prostitutie waarbij een sekswerker klanten verwerft door zich in lingerie te etaleren achter een vensterraam zichtbaar langs de openbare weg. Meestal huurt de sekswerker (ook wel raamwerker of raamprostituee genoemd) het raam met werkruimte van een raamexploitant voor een bepaalde tijdsperiode, vaak per dag of dagdeel. De prostituee is meestal onafhankelijk en werft zelf klanten en onderhandelt ook zelf over de prijs en de te verlenen diensten.

## Geschiedenis

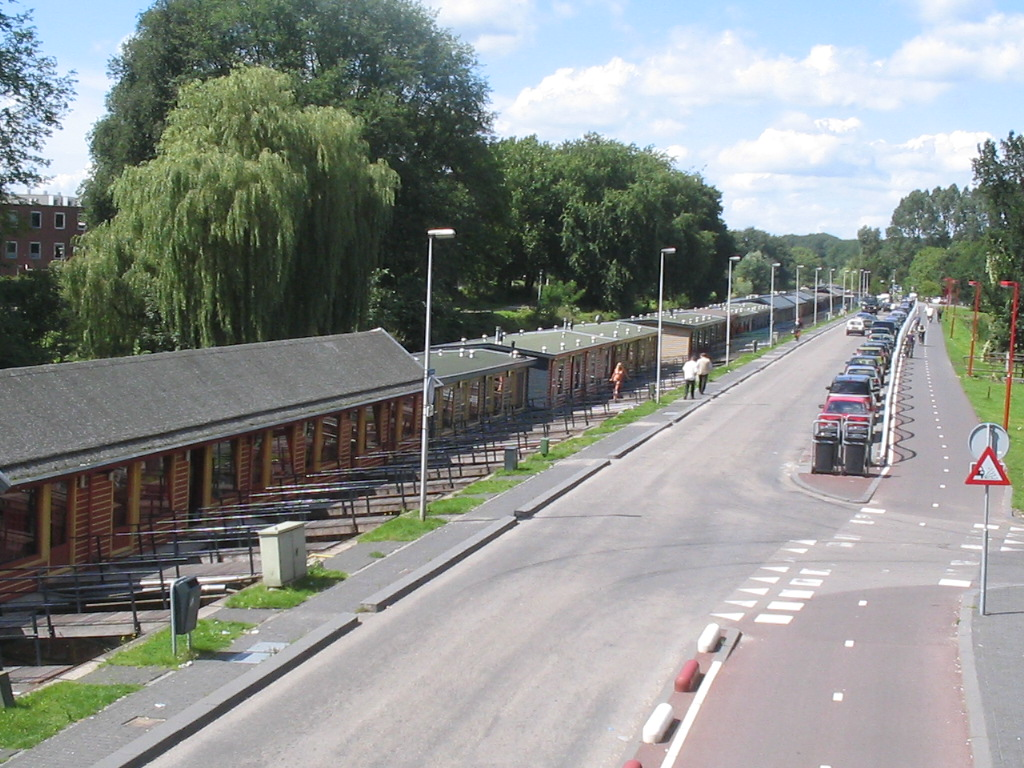
Raamprostitutie in Utrecht vond onder andere plaats op woonboten aan de Vecht

Raamprostitutie nam in Nederland een vlucht door het invoeren van het bordeelverbod in 1911. Ook het aanspreken op straat was verboden. Het als particulier huren van een kamer en achter het raam naar buiten kijken was echter een onschuldige activiteit. Rond 1948 zaten prostituees achter de ramen netjes gekleed thee te drinken met een breiwerkje. In de jaren zestig werd de kleding vervangen door netkousen, minirokjes en doorzichtige truitje. Later werd lingerie de norm benadrukt door blacklight, en het lichaam geaccentueerd door rode tl-verlichting. Het typische rode fluorescerende licht bij zulke panden vindt zijn oorsprong in haar bezoekers van weleer. Toenmalige zeelieden brachten een bezoek aan de raamprostitutiebuurten eenmaal ze weer aan land kwamen. De rode petroleumlantaarns die ze meebrachten van hun schip mocht van de prostituees niet binnen vanwege de indringende geurhinder die de petroleum meebracht. Meteen wisten andere zeelui ook waar de prostituees zich bevonden. Later werden de petroleumlichten vervangen door lampen die dezelfde kleuren hadden.

## Lijst van steden met raamprostitutie

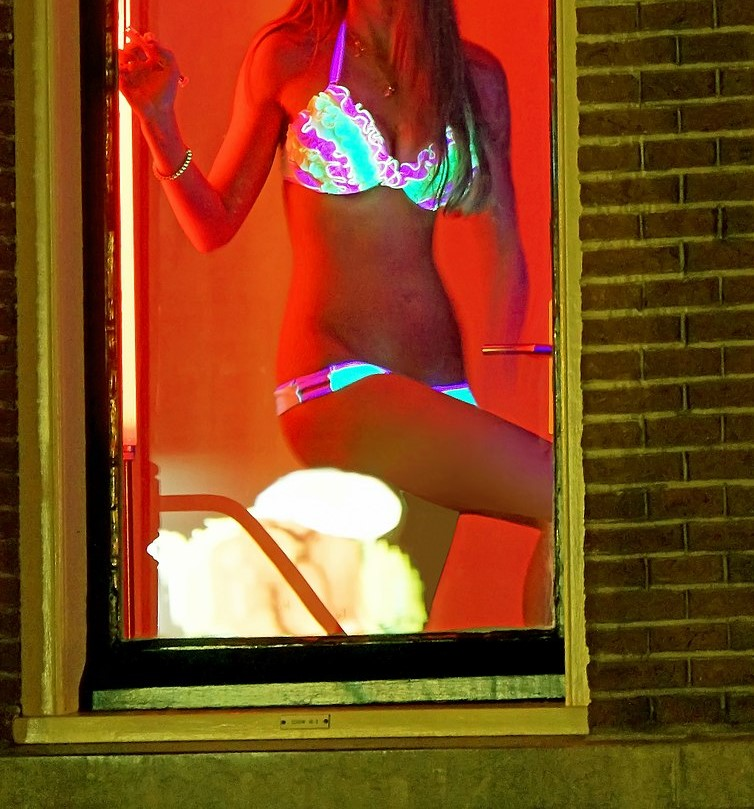
Prostituee achter een rood verlicht raam gekleed met door blacklight geaccentueerde lingerie
- Interview met Yvette Luhrs, voorzitter PROUD over sekswerkers, Rauwkost, februari 2017
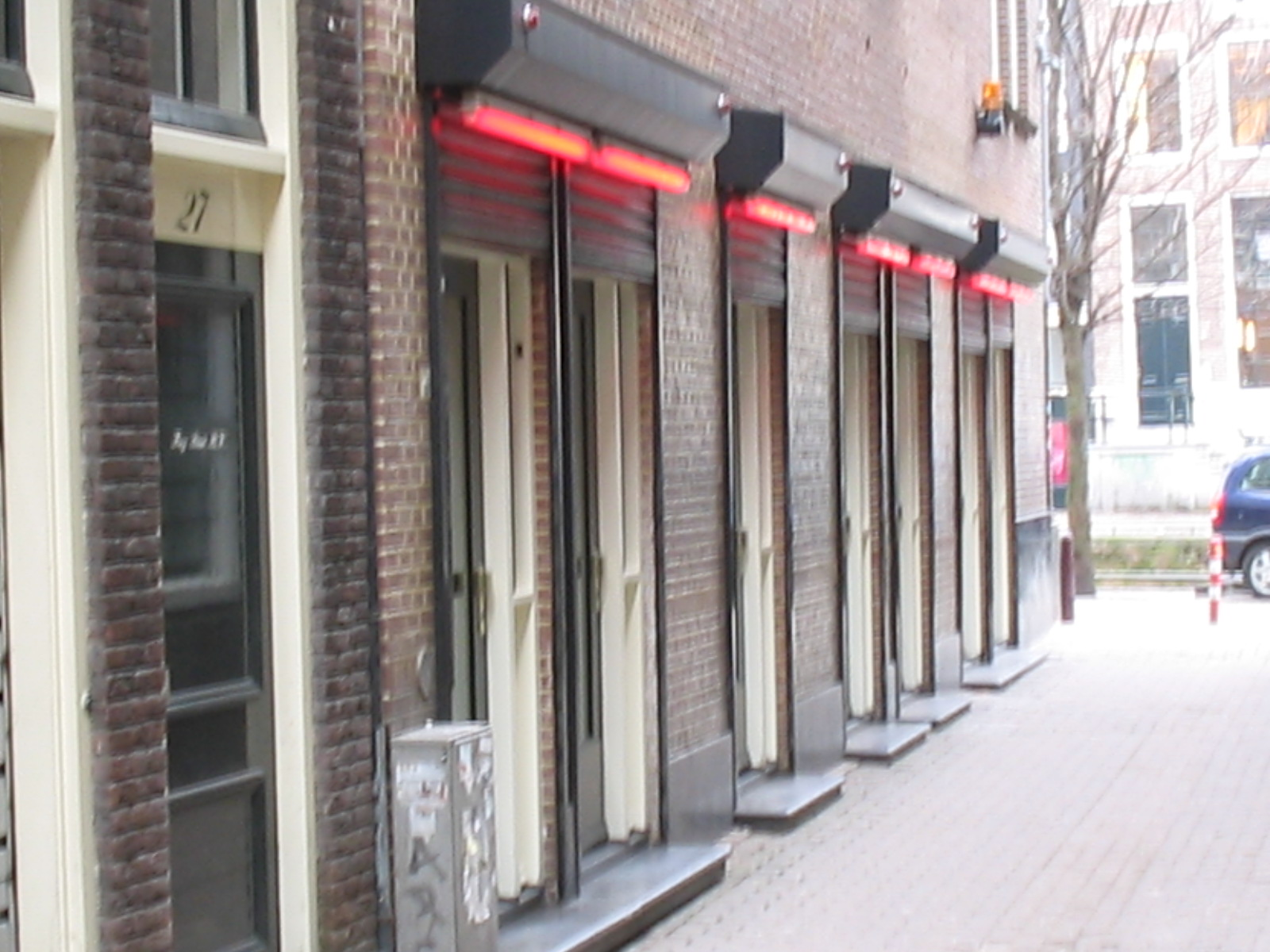
Ramen met rode lampen op de Wallen

### Nederland
In Amsterdam zijn de traditionele raamprostitutiebuurten de Wallen, het gebied rond de Singel en de Ruysdaelkade. In Rotterdam wordt raamprostitutie sinds de jaren zeventig niet meer gedoogd, echter heeft de raamprostitutie in Katendrecht tot begin jaren '90 bestaan. In Den Haag betreft het de Hunsestraat, de Geleenstraat en de Doubletstraat. In Alkmaar is er een gedooggebied voor ramen op de Achterdam. In Arnhem was het Spijkerkwartier de rosse buurt, maar deze is in januari 2006 gesloten. In Utrecht was er vanaf de jaren zeventig een bijzondere vorm van raamprostitutie: de vrouwen zaten aan het Zandpad achter de ramen van woonboten. In juli 2013 trok het gemeentebestuur hiervoor de vergunningen in. In een kwart van de Nederlandse gemeenten zijn seksbedrijven verboden (de ‘nuloptie’), terwijl dat juridisch gezien niet mag.
- Alkmaar – Achterdam
- Amsterdam – De Wallen, Singel, Ruysdaelkade (zie ook prostitutiegebieden in Amsterdam).
- Den Haag – prostitutie in Den Haag
- Deventer – Bokkingshang
- Doetinchem – Roerstraat
- Eindhoven – Baekelandplein
- Groningen – Nieuwstad
- Haarlem – prostitutie in Haarlem
- Leeuwarden – zijstraten Weaze
- Nijmegen – Nieuwe Markt

Voormalig:
- Arnhem – raamprostitutie tot 2006, zie Prostitutie in Arnhem
- Heerenveen – raamprostitutie tot in 2019[6]
- Rotterdam – raamprostitutie tot 1981, zie Prostitutie in Rotterdam
- Utrecht – Prostitutie in Utrecht (stad) [7]

### België
- Antwerpen – Schipperskwartier
- Brussel – Aarschotstraat (Noordstation)
- Gent – "het glazen straatje", dit is de Pieter Vanderdoncktdoorgang.
- Oostende – "Hazegras", nabij het Station van Oostende
- Charleroi
- Deinze – Kortrijksesteenweg
- Luik
- Sint-Truiden – "Chaussée d'Amour", Luikersteenweg
- En op veel doorgaande wegen buiten de bebouwde kom, bijvoorbeeld op de baan van Deinze naar Sint-Martens-Latem waren er een 60-tal ramen...

### Duitsland
- Aken (Antoniusstraße)
- Bochum – im Winkel
- Braunschweig
- Dortmund
- Duisburg - Vulkanstraße
- Düsseldorf – Industriestraße
- Essen – Stahlstraße
- Frankfurt - Bahnhofsviertel
- Hamburg – Reeperbahn (Laufhäuser), Herbertstraße (raamprostitutie)
- Karlsruhe
- Keulen – Pascha Laufhaus, Hornstraße
- Mannheim – Lupinenstraße
- Oberhausen – Flaßhofstraße

N.B. In Duisburg, Keulen en Frankfurt am Main betreft dit Eroscenters of Laufhäuser waar de vrouwen in een gebouw achter een raam werken, vaak grote flats van meer dan zes verdiepingen. In Hamburg zijn beide vormen aanwezig.